# Кенігштайн-ім-Таунус
Кенігштайн-ім-Таунус (нім. Königstein im Taunus) — місто в Німеччині, знаходиться в землі Гессен. Підпорядковується адміністративному округу Дармштадт. Входить до складу району Верхній Таунус.
Площа — 25,1 км2. Населення становить 16 608 ос. (станом на 31 грудня 2020).

## Географія

### Сусідні громади
Кенігштайн межує на півночі з містами Шміттен і Оберурзель, на сході з містами Кронберг і Швальбах-ам-Таунус, на півдні з містами Бад-Зоден і Келькгайм (усі три в районі Майн-Таунус) і на заході з містом Гласгюттен.

## Історія
Згідно з місцевою легендою, приблизно в 500 році король Хлодвіг I побудував замок Кенігштайн і каплицю.
Кенігштайн вперше згадується в документах в 1215 році. У той час замком володіли рід Гаген-Мюнценбергів. Коли цей рід вимер в 1255 році, Кенігштайн перейшов у володіння роду Фалькенштейнів. Під їх правлінням Кенігштайн отримав статус міста в 1313 році.
У 1418 році, зі смертю Вернера фон Фалькенштейна, чоловіча лінія роду Фалькенштейнів також вимерла, і рід Еппштайнер став спадкоємцем у Кенігштайні. 6 серпня 1505 року брати Ебергард, Георг і Філіпп, члени дому Еппштейнів, отримали від римсько-німецького короля, а згодом імператора Максиміліана I, право використовувати титул «граф Кенігштайн». Так було засновано графство Кенігштайн. 25 травня 1535 року Ебергард IV фон Еппштейн помер, і його спадкоємець, граф Людвіг цу Штольберг, перейняв місто і замок Кенігштайн у своє володіння. З секуляризацією в 1803 році світське правління архієпископа Майнца було скасовано, а його майно було розділено, у зв'язку з чим Кенігштайн було додано до князівства Нассау-Узінген, яке стало частиною герцогства Нассау в 1806 році.
У 1851 році був побудований санаторій з холодною водою, що призвело до економічного піднесення. У 1866 році, після австро-прусської війни, яку герцогство Нассау програло, Кенігштайн став прусським шляхом анексії Нассау. 1935 року місто було оголошено «курортом».
Після Другої світової війни Кенігштайн потрапив до американської зони окупації та став частиною новоствореної землі Гессен у 1946 році.
Перше німецьке засідання Молодіжного союзу відбулося в Кенігштайні-ім-Таунус з 17 по 21 січня 1947 року. Тому це місце вважається місцем заснування Молодіжного союзу, молодіжної організації ХДС і ХСС.
1 січня 1977 року місто отримало свою нинішню офіційну назву Кенігштайн-ім-Таунус.

## Галерея

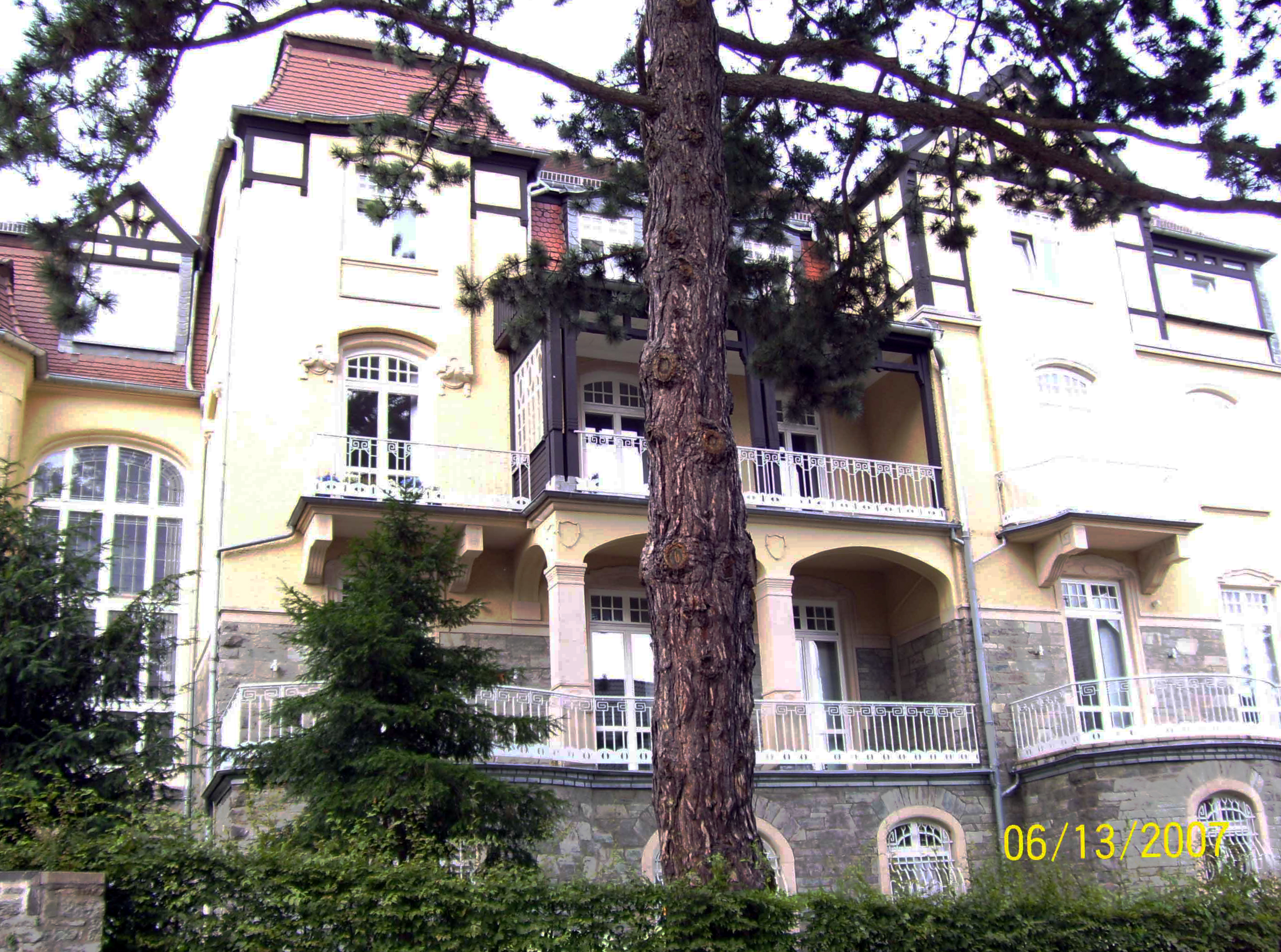
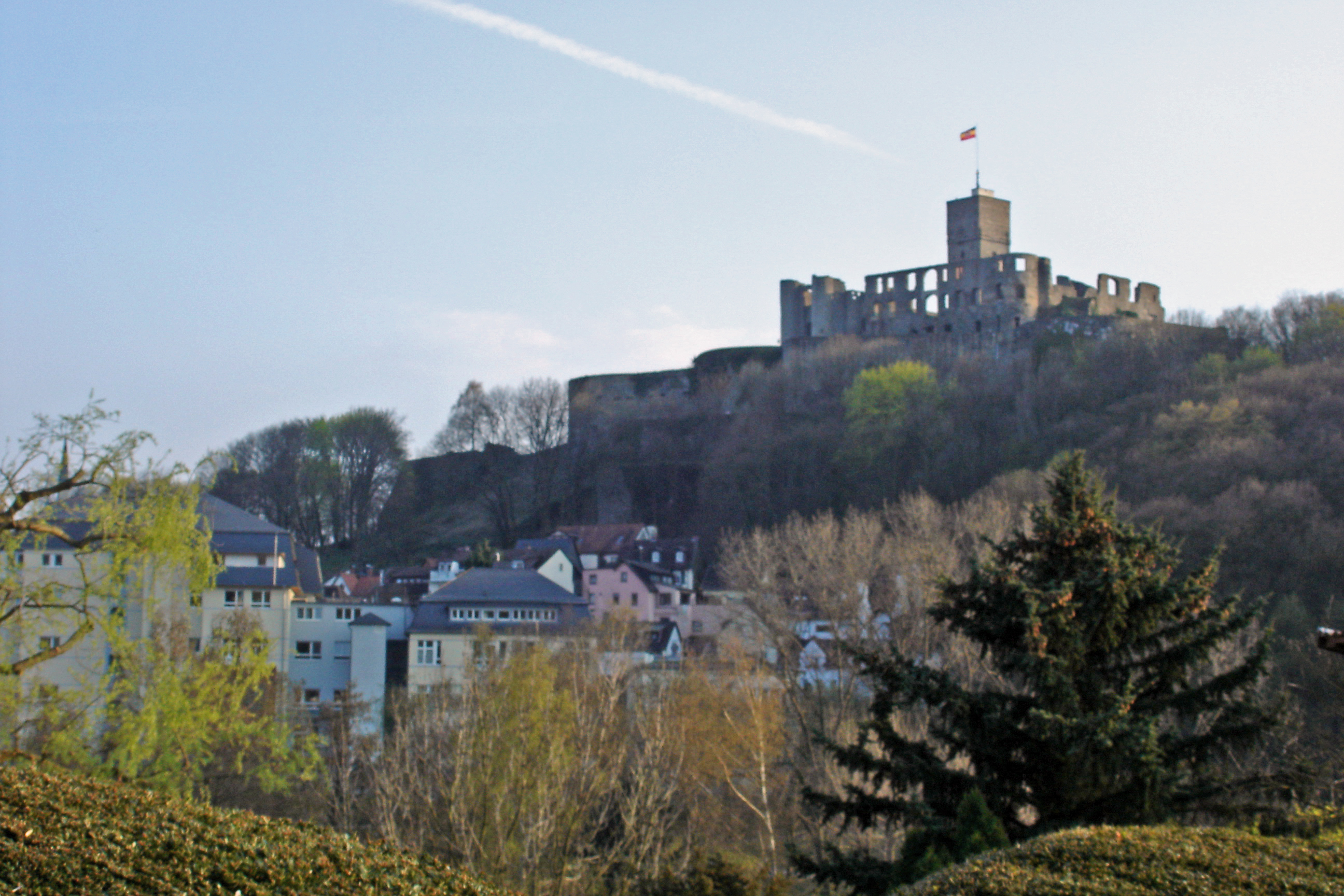
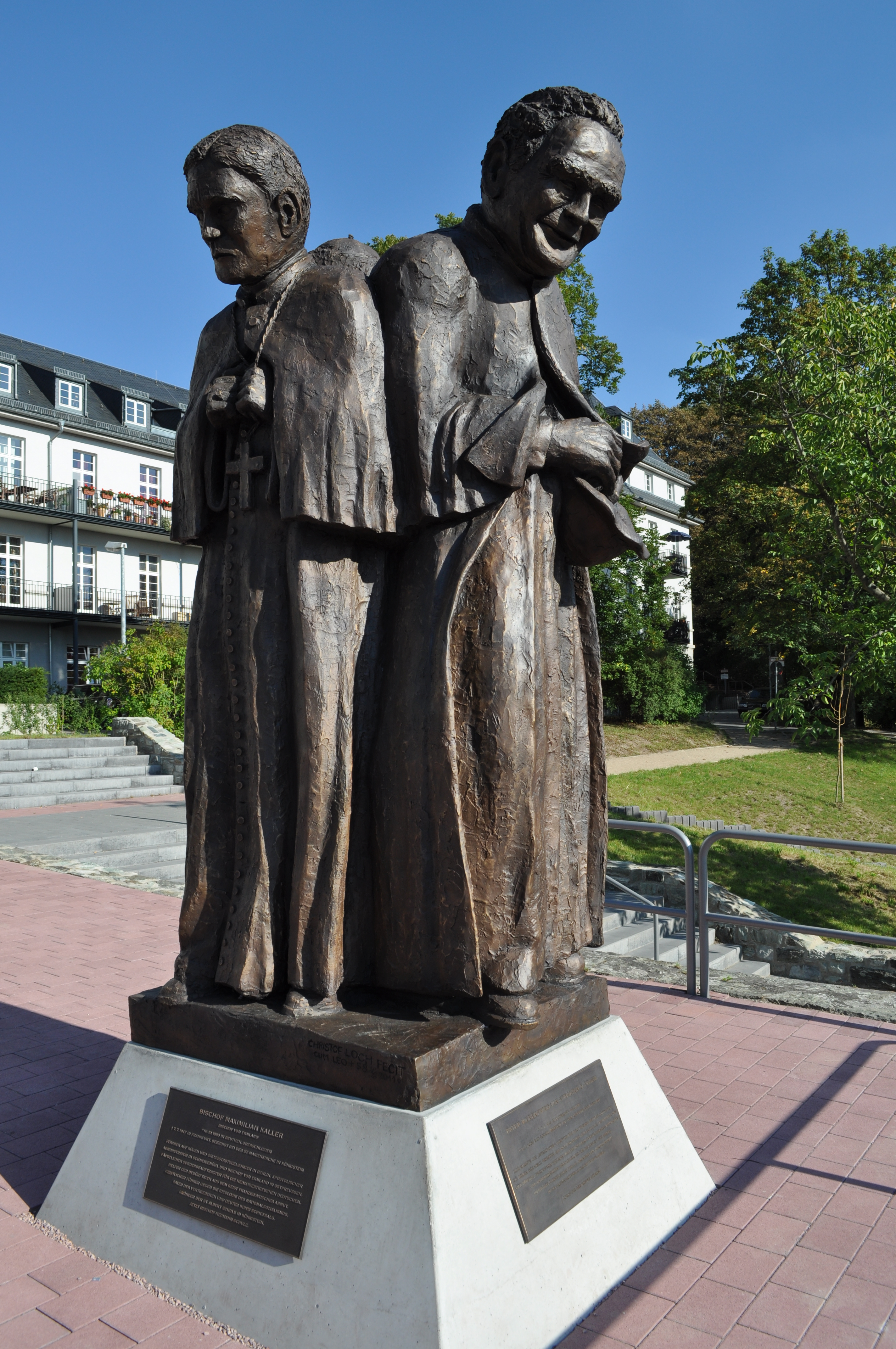
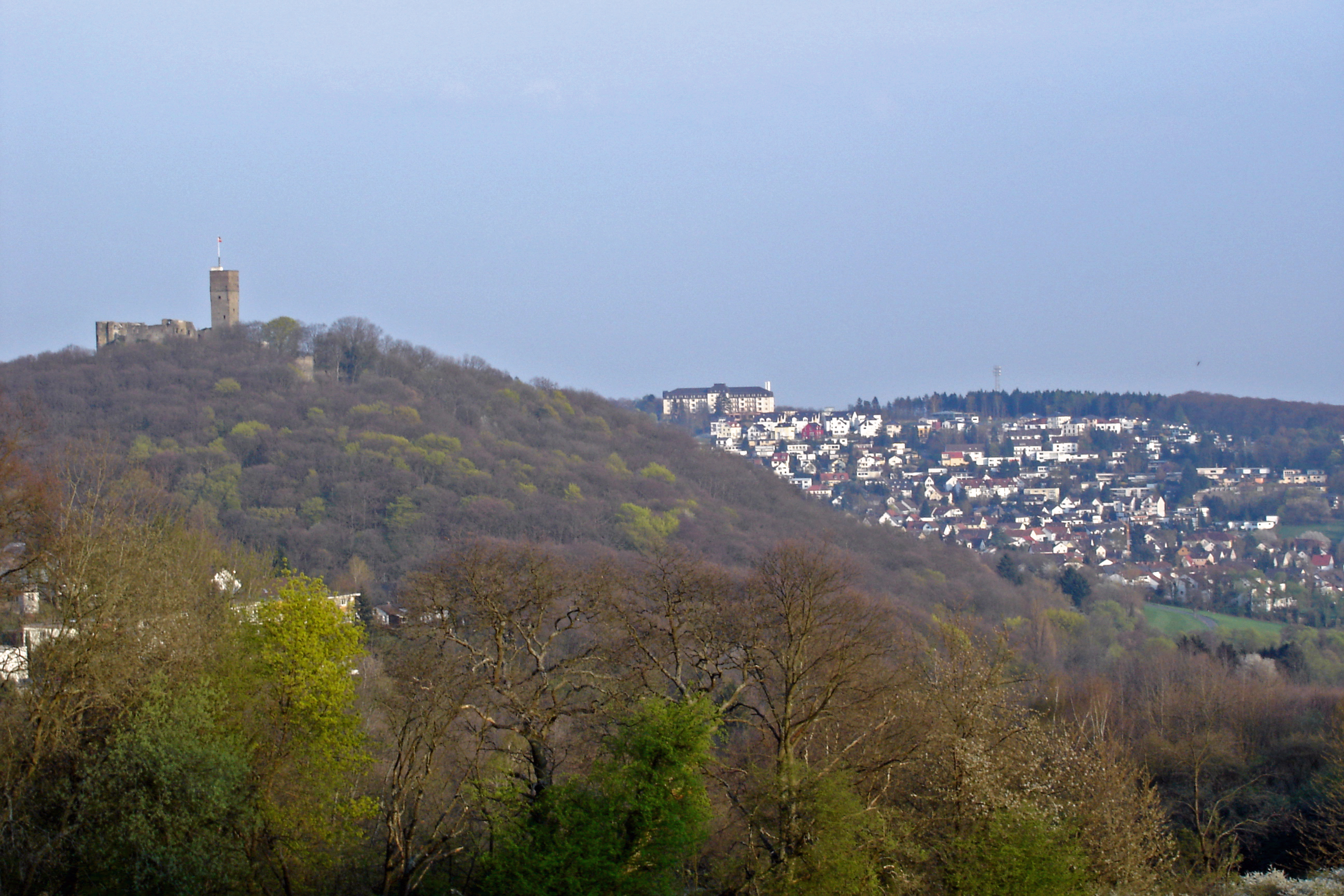
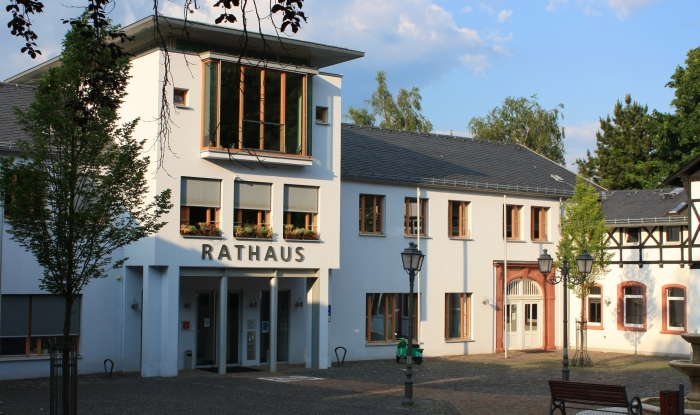
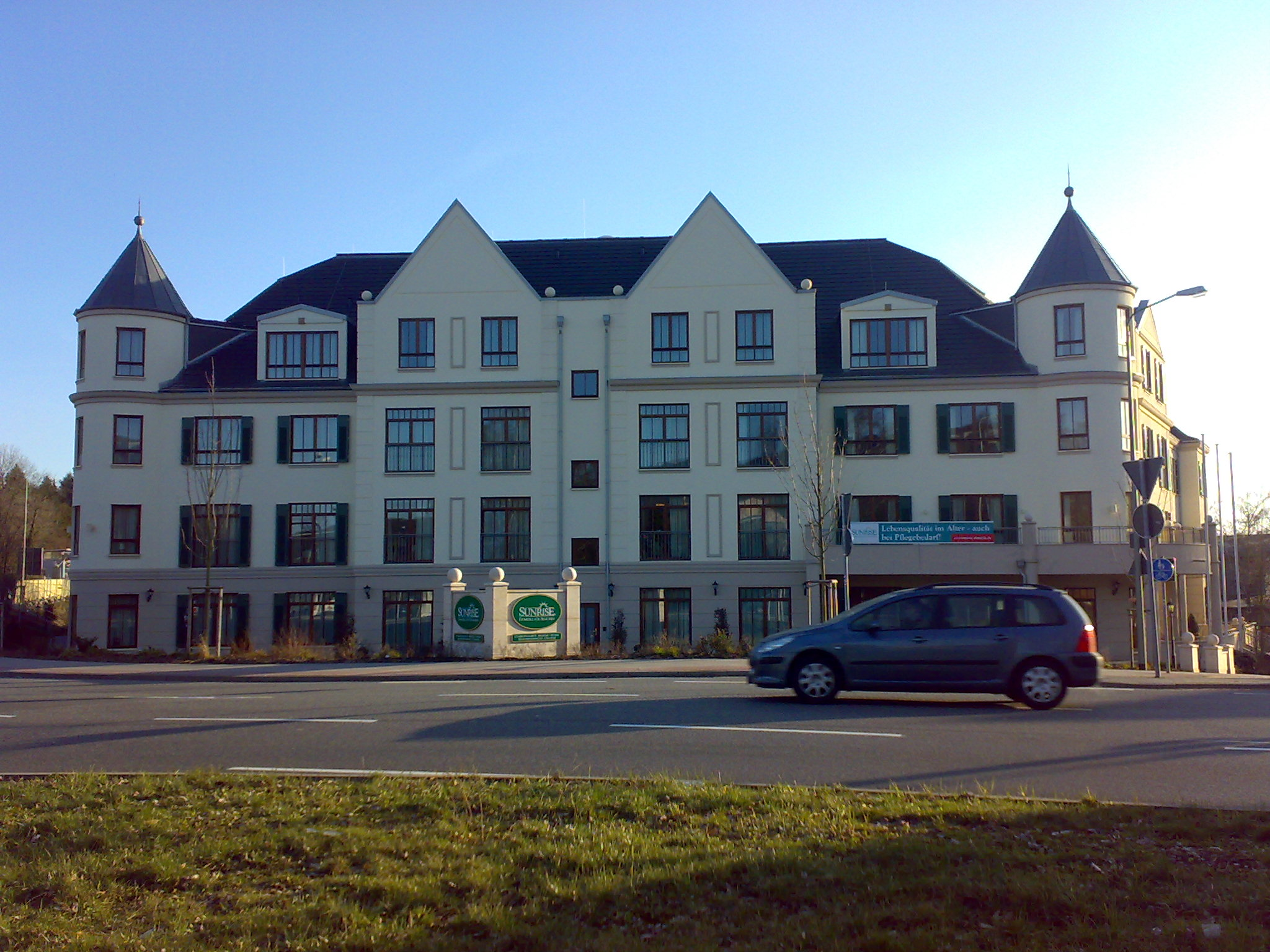